# Tricasaure
El tricasaure (Trichasaurus texensis) és una espècie extinta de sinàpsid, possiblement de la família dels casèids, que visqué en allò que avui en dia és Nord-amèrica durant el Permià inferior, fa entre 272,3 i 279,3 milions d'anys. Se n'han trobat restes fòssils a la formació Arroyo, a Texas (Estats Units). Es tracta de l'única espècie del gènere Trichasaurus. És conegut a partir de material postcranial, entre el qual hi ha una columna vertebral incompleta, un maluc, un húmer dret, un radi dret, una ulna dreta i un fèmur esquerre. Els estudis duts a terme donen resultats contradictoris pel que fa a les seves relacions amb els altres casèids. El nom específic texensis significa ‘texà’.